# Reino de Janggala
El Reino de Janggala es uno de los dos reinos de Java que se formó cuando Airlangga abdicó de su trono en favor de sus dos hijos en 1045. El otro reino fue Kediri.: 147  El Reino de Janggala comprendía la parte noreste del Reino de Kahuripan.

## Etimología
El nombre Janggala probablemente se originó a partir del nombre "Hujung Galuh" (antiguo javanés iluminado: "Cabo Diamante" o "Cabo Gemstone"), o "Jung-ya-lu" según una fuente china. Hujung Galuh ubicado en el estuario del río Brantas, hoy parte de la moderna ciudad de Surabaya, sirvió como un puerto importante desde la era de Kahuripan, Janggala, hasta la era de Kediri, Singhasari y Majapahit. Durante el período Singhasari y Majapahit, el nombre del puerto se cambia de nuevo a Hujung Galuh.

## Descripción general
No se sabe mucho sobre el Reino de Janggala porque el Reino de Kediri era el más dominante de los dos. Janggala y Kediri volvieron a unirse cuando el raja de Kadiri, Kameswara (1116-1136) se casó con una princesa del Reino de Janggala, momento en el que el Reino dejó de existir.

## Kadiri y Janggala
Airlangga fue el último gran rey del reino Mataram de Java. Al final de su vida decidió dividir su reino entre sus dos hijos que eran Kadiri y Djanggala. “Después de dividir su reino entre sus dos hijos él mismo se retiró a la vida de contemplación monástica”. En esta división, Colin Brown escribe en el libro, Una breve historia de Indonesia, "La parte occidental de Mataram se convirtió en Kadiri, la parte oriental en Janggala". Un siglo después, Kadiri se hizo cargo del imperio oriental de Janggala bajo el mando de Jayabaya en 1135-1157. Además de Janggala, Kadiri también tomó el control de Bali y Kalimantan.
Otro relato de Kadiri es el del autor mencionado anteriormente por JD Legge. Afirma que, "Los reinos sucesores de Kadiri y Djanggala se reunieron a su debido tiempo bajo Ken Angrok, quien había usurpado el trono de Djanggala y quien fundó la dinastía de Singhasari".
Poniendo todo esto junto Kadiri, según Brown, se derrumbó en 1222 derrotado por el estado de Tumapel en el valle del río Brantas en la región de Malang bajo el mando del mencionado Ken Angrok. Con esta información podemos afirmar que Kadiri se hizo cargo de Djanggala y logró gobernar durante un tiempo hasta la llegada de su vecino Ken Angrok, quien se apoderó de Kadiri y lo asimiló a sus dominios.: 185 